# Hôtel Louvre et Paix
Le Grand Hôtel du Louvre et de la Paix, dit aussi Hôtel de la Marine, est un ancien hôtel édifié par Jean-Charles Pot, inauguré le 15 août 1863 et classé au titre des monuments historiques. Il est situé dans le 1er arrondissement de Marseille, en France.

## Localisation
L'hôtel est situé dans le 1er arrondissement de Marseille, sur la Canebière. Le numéro 49 correspond à l'entrée commune des bureaux de l'Agence d'urbanisme de l'agglomération marseillaise (AGAM), de la société d'économie mixte Marseille Aménagement et de la Société Locale d'Equipement et d'Aménagement de l'Aire Marseillaise (SOLEAM). Ces trois sociétés sont des entités de la Ville de Marseille et de la Communauté Urbaine Marseille Provence Métropole. Le numéro 53 correspond à l'entrée du magasin C&A.

## Description
Quatre cariatides représentant les quatre continents (un poisson ailé pour l’Europe, un éléphant pour l’Asie, un dromadaire pour l’Afrique et un sphinx pour l’Amérique) figurent sur la façade de l'hôtel ; des sujets représentant le commerce et la navigation encadrent l'horloge du fronton de l'hôtel. Toutes ces sculptures sont l'œuvre du sculpteur aixois Hippolyte Ferrat.

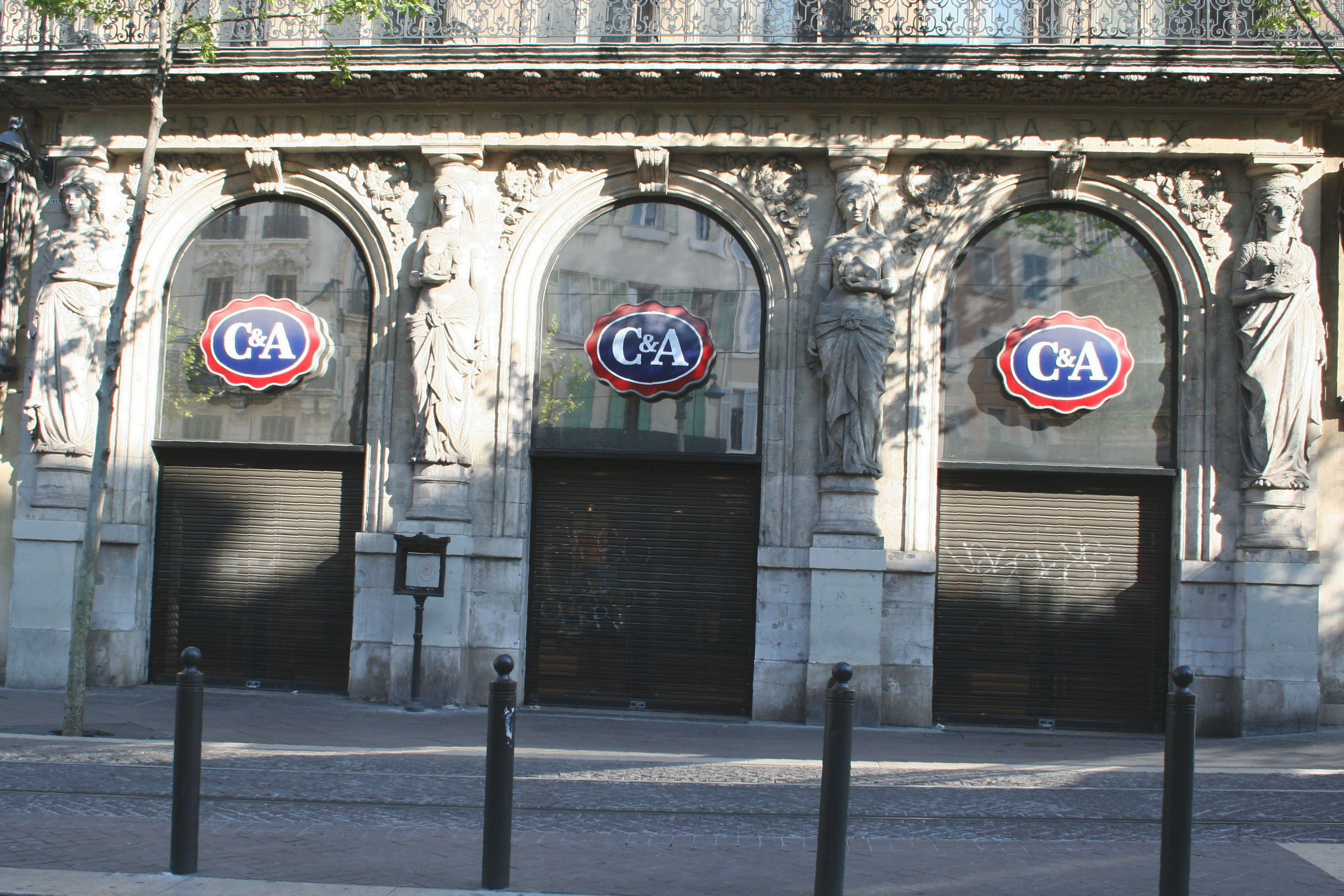
Cariatides représentant les quatre parties du monde sur la façade de l'hôtel.
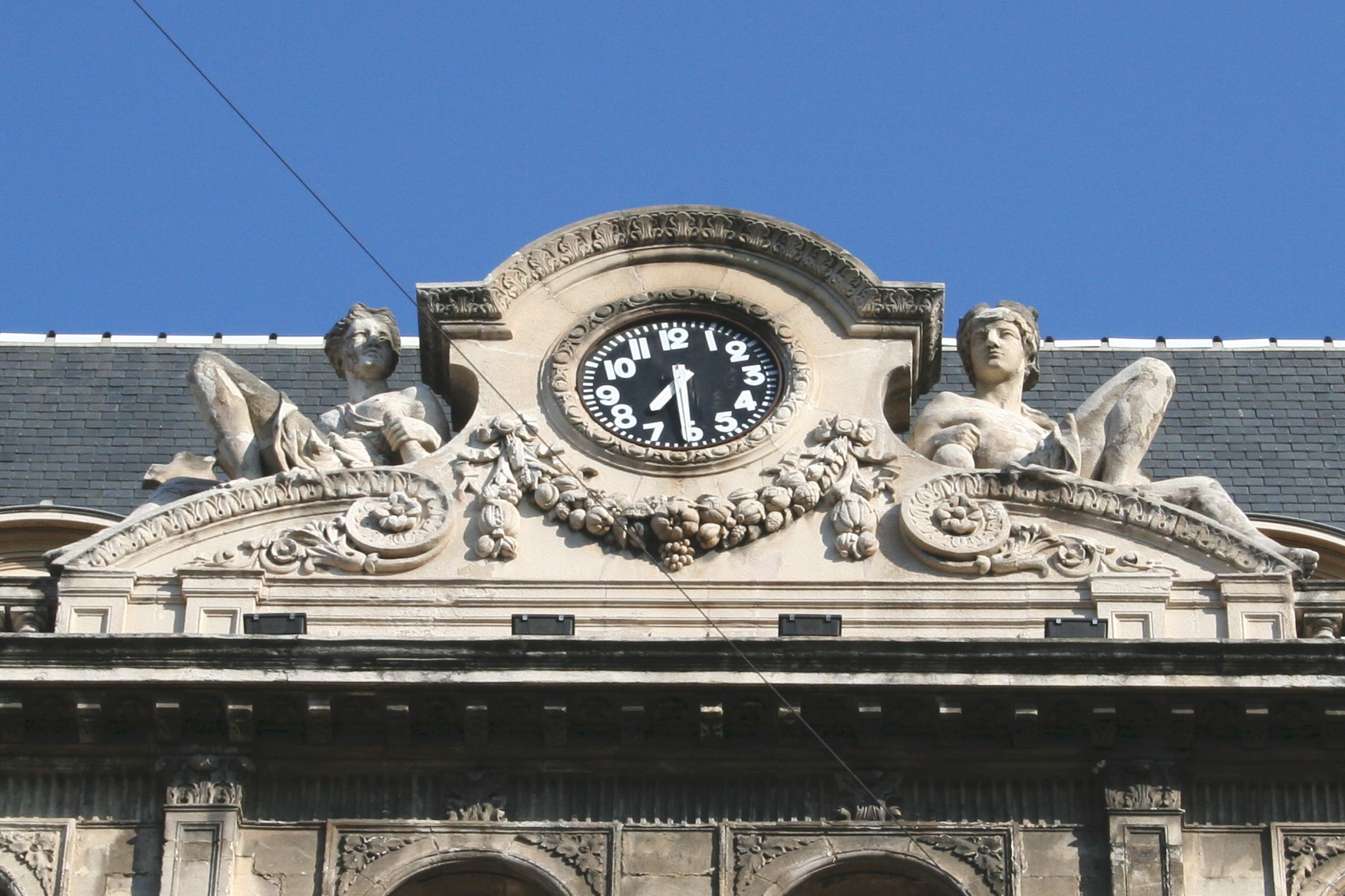
Horloge de l'Hôtel Louvre et Paix.

## Histoire

### Construction
Le Grand Hôtel Louvre et Paix, est inauguré le 15 août 1863, il est considéré alors par beaucoup comme le plus beau des hôtels marseillais. Ce grand établissement de luxe de La Canebière construit par Jean-Charles Pot, abritait 20 salons et 2 restaurants, 150 chambres à l’origine, puis 250 quelques années plus tard, réparties sur 14 000 m² et 6 étages.

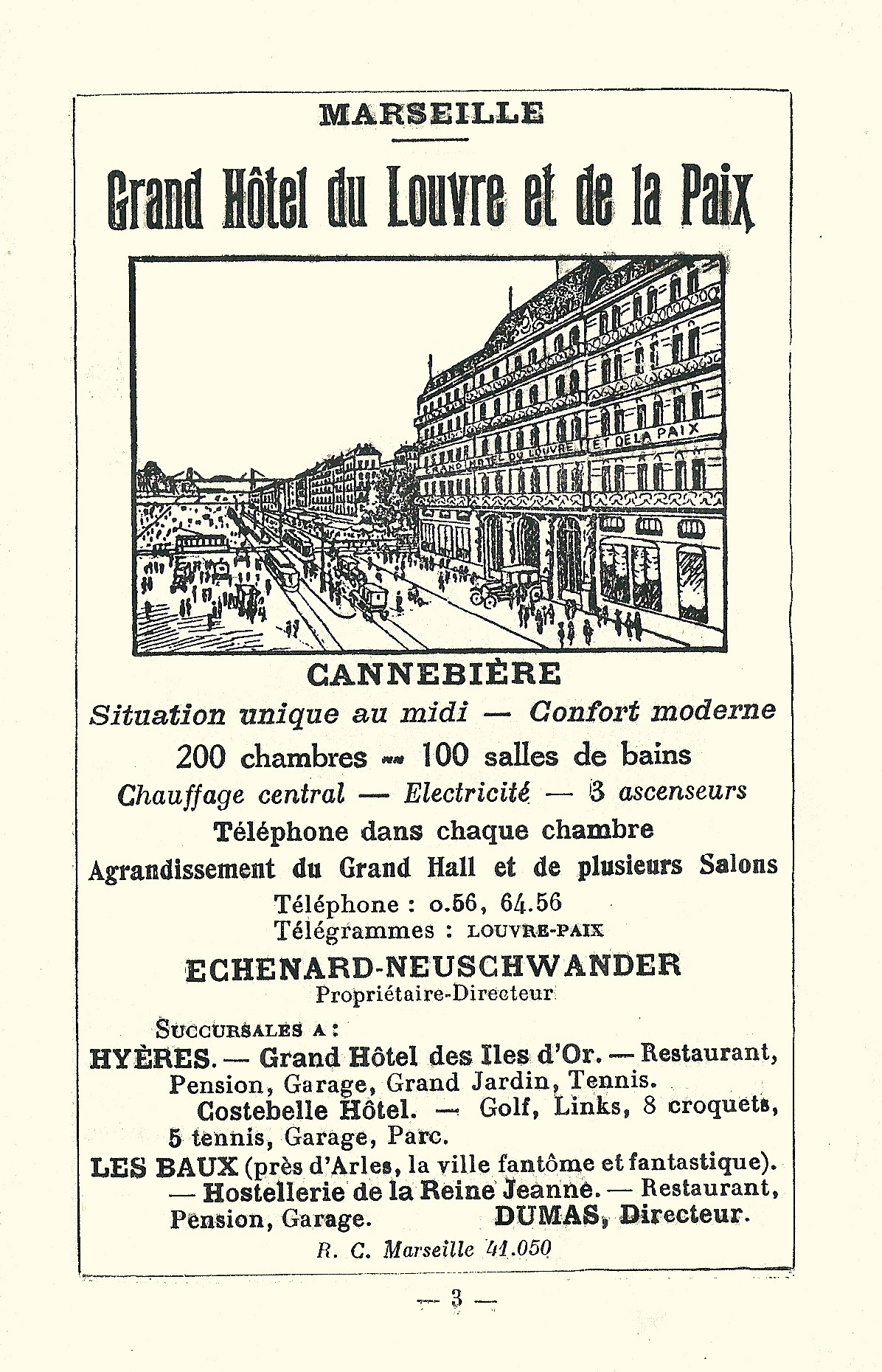
Une réclame pour le Grand Hôtel du Louvre et de la Paix

Il s'agit d'un hôtel moderne, équipé d’ascenseurs hydrauliques, de téléphones et d’éclairage électrique. Il y sera également projeté le film « Arrivée d’un train à la Ciotat » des frères Lumière, le 28 février 1896.
Il a pour chef de cuisine Apollon Caillat. Le 30 novembre 1939, Nancy Wake épouse l'industriel marseillais Henri Fiocca à l’hôtel du Louvre.

### Pendant la seconde guerre mondiale
Cet hôtel est réquisitionné par la Marine Nationale par décret du 11 mars 1941, puis occupé par la Kriegsmarine (marine de guerre allemande), puis repris par la Marine Nationale et enfin vendu à un grand magasin.

### Classement au titre des monuments historiques
Les façades et les toitures sur la Canebière, la rue des Récollettes et la rue Vincent-Scotto, l'escalier avec sa rampe, le mess des Officiers et la salle des conférences au rez-de-chaussée font l'objet d'un classement au titre des monuments historiques depuis le 8 juin 1982.